# Aujourd'hui peut-être
Pour le film sorti en 1991, voir Aujourd'hui peut-être....
Clip vidéo
[vidéo] « Aujourd'hui peut-être (archive INA, 1966) », sur YouTube
Aujourd'hui peut-être est une chanson de Fernand Sardou sortie en 1946.

## Développement et composition
La chanson a été écrite par Paul Durand et Marcel Sicard.

## Analyse
François Provenzano et Sarah Sindaco écrivent dans leur livre La Fabrique du Français moyen: productions culturelles et imaginaire social dans la France gaullienne (1958-1981), sorti en 2009:

« Vers 1946, Fernand Sardou donne le ton avec une pochade intitulée «Aujourd'hui peut-être » qui n'est certes pas en phase avec les projets de reconstruction du pays et les « retours à la vie active » typiques des premières années suivant la fin de la seconde guerre mondiale. Trois quatrains et trois huitains de décasyllabes rimés alternent pour faire l'apologie du farniente. L'historiette racontée est roublarde. Si le héros affiche une satisfaction repue de ne rien faire alors que les choses autour de lui menacent de péricliter, la succession des événements montre que les conséquences de sa paresse pourraient devenir inquiétantes. Le conservatisme ordinaire de la chanson dite « populaire » aidant, tout est rattrapé à la fin et revient à la normale. Le rétablissement est relevé d'une fanfaronnade pittoresque susceptible d'entraîner l'adhésion et le rire. »

— La fabrique du Français moyen: productions culturelles et imaginaire social dans la France gaullienne (1958-1981)
Selon Pol Dodu et son livre Mes disques improbables (2010). la chanson est « un concentré de clichés sur le Midi ». Il continue :

« Elle est parfaitement résumée par son refrain : "Aujourd'hui peut-être ou alors demain, ce sacré soleil me donne la flemme". Fernand Sardou, avec sa faconde, son accent, sa placidité, son air d'un gars qui se sait vieux, était parfait pour l'interpréter. »

## Reprises
La chanson a été reprise, entre autres, par Fernandel, Guy Marchand et Philippe Lellouche avec Damien Sargue. Le fils de son créateur, Michel Sardou, l'a également reprise plusieurs fois sur scène (voir les albums Olympia 71, Palais des congrès 78, Bercy 91, Bercy 93 et Je me souviens d'un adieu).